# Terziarinnenkloster Lindau
Das Terziarinnenkloster Lindau war ein Kloster der Terziarinnen in Lindau (Bodensee) in Bayern in der Diözese Augsburg.

## Geschichte
Das Kloster wurde vor 1238 als Kloster der Terziarinnen (Closmerinnen) der Franziskaner gegründet. 1528 wurden die Schwestern evangelisch, lebten aber als Gemeinschaft weiter. 1802 wurde die Closmenpflege aufgelöst und das Haus verkauft. Nach dem Rückkauf desselben 1836 kam es 1861 bei der Erweiterung des Schrannenplatzes zum Abbruch des Gebäudes.